# Parker (film 2013)
Parker – amerykański film sensacyjny z 2013 roku w reżyserii Taylora Hackforda, wyprodukowany przez wytwórnię FilmDistrict. Główne role w filmie zagrali Jason Statham, Jennifer Lopez, Michael Chiklis i Nick Nolte.

## Fabuła
Parker (Jason Statham) jest zawodowym złodziejem, jednym z najlepszych na świecie, który działa według własnego kodeksu honorowego. Pewnego dnia jego teść Hurley (Nick Nolte) proponuje mu udział w skoku przygotowanym przez niejakiego Melandera (Michael Chiklis) i jego zespół. Parker, choć nigdy wcześniej z nimi nie pracował, zgadza się dołączyć do akcji.
Po udanym napadzie podczas dzielenia łupów nowy wspólnik zostaje zdradzony przez kompanów. Melander i jego szajka porzucają ciężko rannego Parkera na pewną śmierć. Cudem udaje mu się przeżyć. Po krótkiej rekonwalescencji zaczyna planować odwet.
Na początku udaje mu się ustalić, że Melander, Carlson (Wendell Pierce), Ross (Clifton Collins Jr.) i Hardwicke chcą dokonać kolejnego skoku, tym razem w Palm Beach. Jedzie tam, by pokrzyżować im plany. Na miejscu przypadkowo poznana piękna agentka nieruchomości Leslie Rodgers (Jennifer Lopez), zostaje przez niego zaangażowana do pomocy. Ich układ może się okazać korzystny dla obu stron. Tymczasem jego tropem podąża płatny zabójca, wysłany przez chicagowskiego gangstera Danzingera. Ich spotkanie będzie miało burzliwy przebieg.

## Obsada
- Jason Statham jako Parker / Daniel Parmitt
- Jennifer Lopez jako Leslie Rodgers
- Michael Chiklis jako Melander
- Wendell Pierce jako Carlson
- Clifton Collins Jr. jako Ross
- Bobby Cannavale jako Jake Fernandez
- Patti LuPone jako Ascension
- Carlos Carrasco jako Norte
- Micah Hauptman jako August Hardwicke
- Emma Booth jako Claire
- Nick Nolte jako Hurley

## Odbiór

### Krytyka
Film Parker spotkał się z mieszaną reakcją krytyków. W serwisie Rotten Tomatoes 41% ze stu sześciu recenzji filmu jest pozytywne (średnia ocen wyniosła 4,8 na 10). Na portalu Metacritic średnia ocen z 29 recenzji wyniosła 42 punkty na 100.